# Timothy Zahn
Timothy Zahn (Chicago, Illinois, 1951. szeptember 1. –) amerikai sci-fi-író.
Legismertebb művei a Star Wars könyvek, mely a korábbi, nem általa írt sorozat folytatása volt. Munkássága azonban nemcsak erre korlátozódik, hanem más sorozatokra is, többek között a Conquerors trilógiára.

## Élete
Timothy Zahn 1951. szeptember 1-jén született Chicagóban, és annak egyik külvárosában, Lombardban nőtt fel. Tanulmányait a Michigani Állami Egyetem fizika szakán, East Lansingben végezte, majd posztgraduális tanulmányait az Illinoisi Egyetemen folytatta, szintén a fizika területén.
1975-ben a doktorátus megszerzésért tovább folytatta tanulmányait, de ez az év változást is hozott életében, egy új hobbival kezdett el foglalkozni, tudományos-fantasztikus novellákat kezdett el írogatni. Szigorúan csak szabad idejében, a következő három évben egyre több időt töltött ezzel a hobbijával, egészen addig, amíg az első novellájáért pénzt nem kapott 1978 decemberében. Ezután egyre többet publikált.
Eközben fizikai karrierjét is tovább egyengette, elhatározta, hogy a fizika területén megszerzi a doktori címet is. 1979 júliusában a doktori disszertációjának konzulense meghalt szívrohamban, ezért újabb szemesztereket kezdett el. Ebben az időben már több időt töltött el az írással, mint a fizikai tanulmányaival, ezért 1980 januárjában abbahagyta egyetemi tanulmányait és az írói pályára lépett.
A következő években Zahn közel 70 rövid írást tett közzé, valamint 19 novellát és három rövid tudományos fantasztikus sorozatot is. Eközben 1984-ben Hugo-díjjal tüntették ki, amire ezen kívül még háromszor jelölték. Legismertebb művei ennek ellenére a Star Wars könyvei (Heir to the Empire, Dark Force Rising, The Last Command, Specter of the Past és Vision of the Future).
Zahn családjával jelenleg Oregon államban él.

## Fő művei

### Star Warskönyvei

#### Thrawn-trilógia
- Heir to the Empire – A birodalom örökösei (fordító: Novák Csanád – Walhalla Páholy, Budapest, 1991)
  - A birodalom örökösei (Thrawn-trilógia 1. kötete); (fordító: Novák Csanád; Szukits, Szeged, 2005)
- Dark Force Rising – Sötét erők ébredése (fordító: Nemes István, Szegi György – Valhalla Páholy, Budapest, 1992)
  - Sötét erők ébredése (Thrawn-trilógia 2. kötete); (fordító: Nemes István, Szegi György; Szukits, Szeged, 2005)
- The Last Command – Az utolsó parancs (fordító: Nemes István, Szegi György; Valhalla Páholy, Budapest, 1993)
  - Az utolsó parancs (Thrawn-trilógia 3. kötete); (fordító: Nemes István, Szegi György; Szukits, Szeged, 2006)

#### Thrawn keze-duológia
- Specter of the Past – A múlt kísértete; (fordító: Békési József; Lap-ics, Budapest, 1999)
  - A múlt kísértete (Thrawn keze sorozat 1. kötete); (fordító: Szente Mihály; Szukits, Szeged, 2011)
- Vision of the Future – A jövő látomása; (fordító: Békési József; Aquila, Debrecen, 1999)
  - A jövő látomása (Thrawn keze sorozat 2., befejező része); (fordító: Szente Mihály; Szukits, Szeged)

#### Egyéb Star Wars-regények
- Mara Jade: By the Emperor's Hand – képregény (1999)
- Survivor's Quest (2004) – A túlélők keresése; (fordító: Szente Mihály; Szukits, Szeged, 2008)
- Outbound Flight (2006) – Kirajzás; (fordító: Szente Mihály; Szukits, Szeged, 2008)
- Allegiance (2007) – Hűség (2013)
- Choices of One (2011) – Válaszutak; (fordító: Habony Gábor; Szukits, Szeged, 2013)
- Scoundrels (2013) – Gazfickók; (fordító: Szente Mihály; Szukits, Szeged, 2015)

#### Új Thrawn-trilógia
- Thrawn (2017) – Thrawn; ford. Oszlánszky Zsolt, Szente Mihály; Szukits, Szeged, 2017
- Thrawn: Alliances (2018) – Thrawn: Szövetségek; ford. Oszlánszky Zsolt, Szente Mihály; Szukits, Szeged, 2018
- Thrawn: Treason (2019) – Thrawn: Árulás; ford. Oszlánszky Zsolt, Szente mihály; Szukits, Szeged, 2019

#### Chiss Birodalom-trilógia
- Thrawn Ascendancy: Chaos Rising (2020) – Thrawn – Chiss Birodalom – A káosz ébredése; ford. Draveczki-Ury Ádám ; Szukits, Szeged, 2020
- Thrawn Ascendancy: Greater Good (2021) – Thrawn – Chiss Birodalom: Államérdek; ford. Draveczki-Ury Ádám ; Szukits, Szeged, 2021
- Thrawn Ascendancy: Lesser Evil (2021) – Thrawn – Chiss Birodalom: Járulékos veszteség; ford. Draveczki-Ury Ádám ; Szukits, Szeged, 2022

### A Conquerors trilógia
- Conquerors' Pride (1994) – A hódítók hatalma; (fordító: Szegi György; Lap-ics, Debrecen, 1995)
- Conquerors' Heritage (1995) – A hódítók öröksége; (fordító: Szegi György; Lap-ics, Debrecen, 1996)
- Conquerors' Legacy (1996)

### Cobra-sorozat
- Cobra (1985) – Kobraharcosok; (fordító: Szegi György; Lap-ics, Debrecen, 1995)
- Cobra Strike (1986)
- Cobra Bargain (1988)

Az első két kötet egyben megjelent Cobras Two címen 1992-ben, és ez a kiadvány jelent meg magyarul Kobraharcosok címen 1995-ben.

### Blackcollar sorozat
- The Blackcollar (1983)
- The Backlash Mission (1986)
- The Judas Solution (2006)

### Dragonback sorozat
- Dragon and Thief (2003)
- Dragon and Soldier (2004)
- Dragon and Slave (2005)
- Dragon and Herdsman (2006)
- Dragon and Judge (2007)
- Dragon and Liberator (2008 május)

### Terminátor sorozat
- Terminator Salvation. From the Ashes (2009) – Terminátor: Megváltás. Hamvaiból a főnix (fordító: Kleinheincz Csilla; Delta Vision, Budapest, 2011)

### Egyéb regények
- The Firebird
- A Coming of Age (1985)
- Spinneret (1985)
- Triplet (1987)
- Deadman Switch (1988)
- War Horse (1990)
- The Icarus Hunt (1999)
- Angelmass (2001)
- Manta's Gift (2002)
- Green and the Gray (2004)
- Night Train to Rigel (2005)
- The Third Lynx (2007)

### Gyűjteményes kiadások
- Cascade Point and Other Stories (1986)
- Time Bomb and Zahndry Others (1988)
- Distant Friends and Other Stories (1992)
- Star Song and Other Stories (2002)